# Friedhelm Prayon

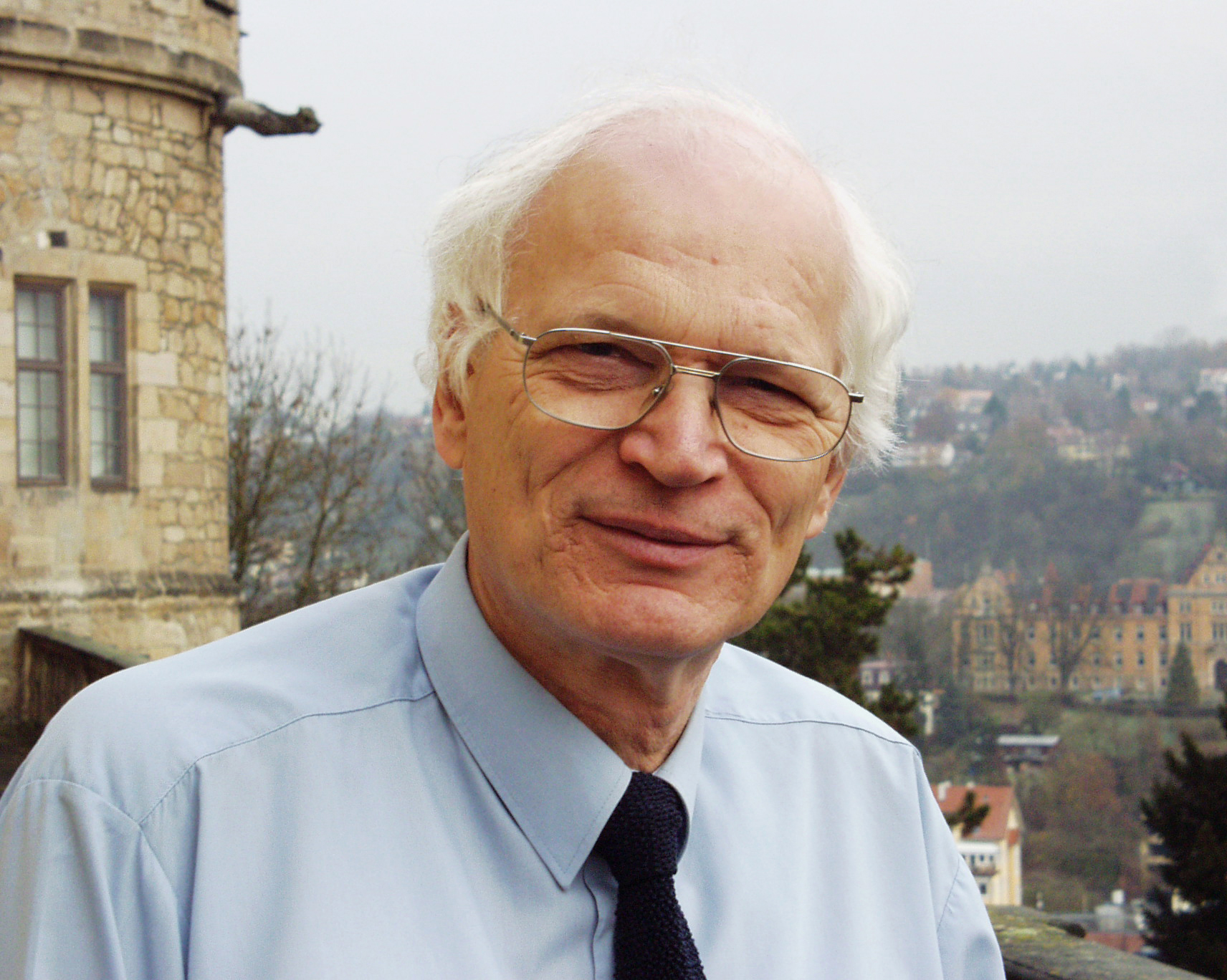
Friedhelm Prayon nel 2005

Friedhelm Prayon (Bochum, 20 aprile 1941) è un archeologo ed etruscologo tedesco, membro dell’Istituto Archeologico Germanico a Berlino, della Société Française d’Archéologie Classique a Parigi e della Sezione tedesca dell’Istituto Nazionale di Studi Etruschi ed Italici a Firenze. Le sue pubblicazioni trattano temi dell’architettura, della scultura e della religione etrusca.

## Biografia
Nato a Bochum nel 1941, Friedhelm Prayon ha studiato a Colonia e Marburgo Archeologia classica, Storia antica, Protostoria e Filologia latina. Ha conseguito il dottorato nel 1970 con Heinrich Drerup all'Università di Marburgo.
Nel 1977 Prayon è divenuto assistente all'Università di Tubinga, dove ha costituito il Dipartimento di Archeologia etrusco-italica ed è rimasto professore fino alla sua dispensa dal servizio attivo nel mese di luglio del 2006.
Nel periodo 1984-1991 Prayon ha condotto in collaborazione con l'Università di Perugia ricerca sul campo nella necropoli di Cannicella nei pressi di Orvieto, e dal 1995 al 2001 nell'insediamento etrusco di Castellina del Marangone nei pressi di Civitavecchia. 
Friedhelm Prayon è membro corrispondente dell'Istituto Archeologico Germanico dal 1979 e dal 1982 membro dell'Istituto Nazionale di Studi Etruschi ed Italici di Firenze.

### Opere principali
- Frühetruskische Grab- und Hausarchitektur, Ergänzungsheft 22). Heidelberg 1975 (in tedesco).
- Phrygische Plastik. Die früheisenzeitliche Bildkunst Zentral-Anatoliens und ihre Beziehungen zu Griechenland und zum Alten Orient, Tübingen 1987 (in tedesco).
- mit A.-M. Wittke: Kleinasien vom 12. bis 6. Jh. v. Chr. Kartierung und Erläuterung archäologischer Befunde und Denkmäler. Wiesbaden 1994 (in tedesco).
- Die Etrusker. Geschichte, Religion, Kunst, Beck, Monaco di Baviera 1996; 5. Auflage 2010 (in tedesco).
- Die Etrusker – Jenseitsvorstellungen und Ahnenkult, Zabern, Mainz 2006 (in tedesco), ISBN 3-8053-3619-5.
- Gli Etruschi, Bologna, Il Mulino, 2006.